# Saint-Symphorien-de-Lay
Pour les articles homonymes, voir Lay et Saint-Symphorien.
Saint-Symphorien-de-Lay est une commune française située dans le département de la Loire en région Auvergne-Rhône-Alpes.

## Géographie

### Climat
Pour des articles plus généraux, voir Climat d'Auvergne-Rhône-Alpes et Climat de la Loire.
En 2010, le climat de la commune est de type climat océanique dégradé des plaines du Centre et du Nord, selon une étude du Centre national de la recherche scientifique s'appuyant sur une série de données couvrant la période 1971-2000. En 2020, Météo-France publie une typologie des climats de la France métropolitaine dans laquelle la commune est exposée à un climat de montagne ou de marges de montagne et est dans la région climatique Nord-est du Massif Central, caractérisée par une pluviométrie annuelle de 800 à 1 200 mm, bien répartie dans l’année.
Pour la période 1971-2000, la température annuelle moyenne est de 10,5 °C, avec une amplitude thermique annuelle de 16,1 °C. Le cumul annuel moyen de précipitations est de 784 mm, avec 10 jours de précipitations en janvier et 7,1 jours en juillet. Pour la période 1991-2020, la température moyenne annuelle observée sur la station météorologique de Météo-France la plus proche, « Fourneaux », sur la commune de Fourneaux à 5 km à vol d'oiseau, est de 11,7 °C et le cumul annuel moyen de précipitations est de 900,1 mm,. Pour l'avenir, les paramètres climatiques de la commune estimés pour 2050 selon différents scénarios d'émission de gaz à effet de serre sont consultables sur un site dédié publié par Météo-France en novembre 2022.

## Urbanisme

### Typologie
Au 1er janvier 2024, Saint-Symphorien-de-Lay est catégorisée bourg rural, selon la nouvelle grille communale de densité à sept niveaux définie par l'Insee en 2022.
Elle est située hors unité urbaine. Par ailleurs la commune fait partie de l'aire d'attraction de Roanne, dont elle est une commune de la couronne,. Cette aire, qui regroupe 88 communes, est catégorisée dans les aires de 50 000 à moins de 200 000 habitants,.

### Occupation des sols
L'occupation des sols de la commune, telle qu'elle ressort de la base de données européenne d’occupation biophysique des sols Corine Land Cover (CLC), est marquée par l'importance des territoires agricoles (87,5 % en 2018), en diminution par rapport à 1990 (88,8 %). La répartition détaillée en 2018 est la suivante : 
prairies (71,1 %), zones agricoles hétérogènes (15,6 %), forêts (8,9 %), zones urbanisées (3,6 %), terres arables (0,9 %). L'évolution de l’occupation des sols de la commune et de ses infrastructures peut être observée sur les différentes représentations cartographiques du territoire : la carte de Cassini (XVIIIe siècle), la carte d'état-major (1820-1866) et les cartes ou photos aériennes de l'IGN pour la période actuelle (1950 à aujourd'hui).

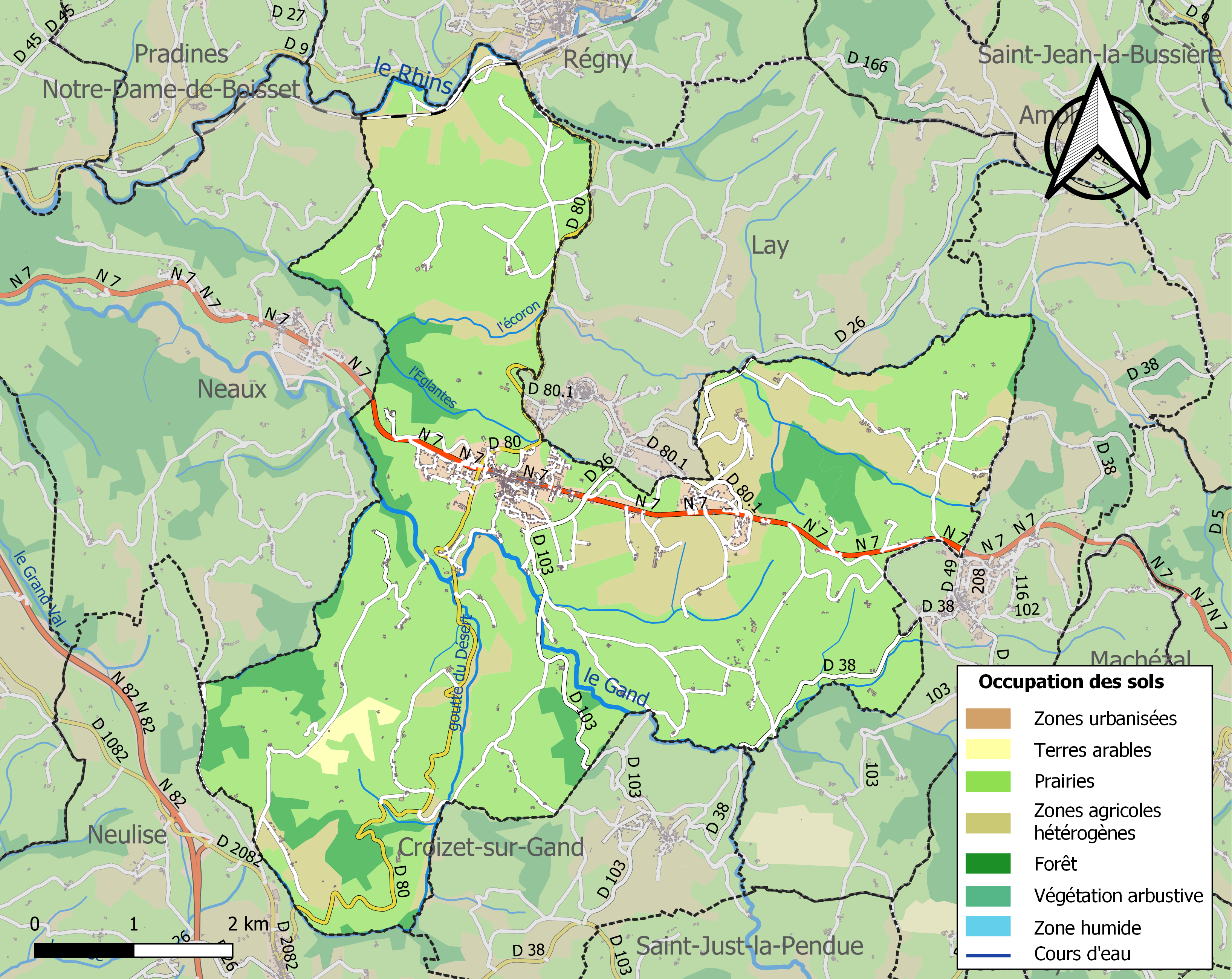
Carte des infrastructures et de l'occupation des sols de la commune en 2018 (CLC).

## Histoire[12]
Le territoire de Saint-Symphorien est occupé depuis l'Antiquité. Dans le hameau de Ronfin, on a trouvé des sépultures mérovingiennes et des restes de sarcophages. À Pierragot, hameau limitrophe avec la commune de Fourneaux, on a mis au jour un tronçon de mur attribué à une villa gallo-romaine.
Au XIe siècle, il y existe un prieuré dédié à saint Symphorien qui dépend de l'abbaye de Cluny. Il subsistera jusqu'au XVIe siècle ; son église deviendra alors celle d'une simple paroisse. Cette paroisse prend de l'ampleur au point de supplanter sa voisine de Lay qui au XVIIe siècle devient une simple annexe. Dans les bâtiments du prieuré désaffecté fut installé sous la régence un dépôt de mendicité. Ce dernier est devenu une maison de retraite ; de ses origines subsistent néanmoins une appellation « la Cloître » et deux tours rondes.
La croissance de la bourgade est liée à la circulation. En effet, la grande route royale dite du « Bourbonnais », reliant Paris à Lyon, passe par le village. L'activité essentielle des XVIe et XVIIe siècles est liée au passage de la route. On y trouve un très grand nombre d'auberges, des maréchaux-ferrants, des postillons, etc. S'y ajoute l'activité textile. Au XVIIIe siècle, Saint-Symphorien devient un des centres directeurs des manufactures de toiles et de futaines du Beaujolais. Les inspecteurs y choisiront souvent leur résidence. Un annuaire de 1818 cite des fabriques de « mousseline, percale calicots et toiles de coton ». On trouve une filature de coton à Ecoron, une teinturerie à la Roche qui cède la place en 1859 à un tissage spécialisé dans le vichy. Cette activité perdurera jusque dans les années 1980 où l'industrie textile est le secteur qui fournit le plus d'emplois.
1985 - plus grosse omelette du monde avec 42 470 (clin d'œil au code postal de la commune) œufs, cet événement a notamment été l'occasion de la venue d'Yves Lecoq. La poêle utilisée est encore exposée à la sortie du village au lieu-dit la Croix de Fer.

## Politique et administration
| Période                                  | Période   | Identité        | Étiquette | Qualité       |
| ---------------------------------------- | --------- | --------------- | --------- | ------------- |
| Les données manquantes sont à compléter. |           |                 |           |               |
| 6 mars 1983                              | mars 1995 | Paul Brechignac |           | Ancien préfet |
| Les données manquantes sont à compléter. |           |                 |           |               |
| mars 1995                                | mars 2008 | Alain Girardet  | SE        |               |
| Les données manquantes sont à compléter. |           |                 |           |               |
| mars 2014                                | mai 2020  | Pierre Colombat | SE        |               |
| mai 2020                                 | En cours  | Dominique Geay  | DVD       |               |
| Les données manquantes sont à compléter. |           |                 |           |               |

## Démographie
L'évolution du nombre d'habitants est connue à travers les recensements de la population effectués dans la commune depuis 1793. Pour les communes de moins de 10 000 habitants, une enquête de recensement portant sur toute la population est réalisée tous les cinq ans, les populations de référence des années intermédiaires étant quant à elles estimées par interpolation ou extrapolation. Pour la commune, le premier recensement exhaustif entrant dans le cadre du nouveau dispositif a été réalisé en 2006.

En 2022, la commune comptait 1 976 habitants, en évolution de +4,27 % par rapport à 2016 (Loire : +1,32 %, France hors Mayotte : +2,11 %).
| 1793  | 1800  | 1806  | 1821  | 1831  | 1836  | 1841  | 1846  | 1851  |
| ----- | ----- | ----- | ----- | ----- | ----- | ----- | ----- | ----- |
| 3 250 | 2 255 | 2 225 | 2 497 | 4 500 | 4 045 | 3 989 | 3 962 | 4 236 |

| 1856  | 1861  | 1866  | 1872  | 1876  | 1881  | 1886  | 1891  | 1896  |
| ----- | ----- | ----- | ----- | ----- | ----- | ----- | ----- | ----- |
| 4 506 | 4 652 | 4 726 | 4 367 | 2 933 | 2 740 | 2 658 | 2 650 | 2 559 |

| 1901  | 1906  | 1911  | 1921  | 1926  | 1931  | 1936  | 1946  | 1954  |
| ----- | ----- | ----- | ----- | ----- | ----- | ----- | ----- | ----- |
| 2 575 | 2 550 | 2 519 | 2 133 | 2 069 | 2 064 | 1 976 | 1 792 | 1 678 |

| 1962  | 1968  | 1975  | 1982  | 1990  | 1999  | 2006  | 2011  | 2016  |
| ----- | ----- | ----- | ----- | ----- | ----- | ----- | ----- | ----- |
| 1 676 | 1 604 | 1 549 | 1 544 | 1 489 | 1 427 | 1 672 | 1 845 | 1 895 |

| 2021  | 2022  | - | - | - | - | - | - | - |
| ----- | ----- | - | - | - | - | - | - | - |
| 1 949 | 1 976 | - | - | - | - | - | - | - |

## Culture locale et patrimoine

### Lieux et monuments
L'église paroissiale Saint-Symphorien de Saint-Symphorien-de-Lay conserve un tableau du peintre flamand Henricus Houyez daté de 1626 et représentant la Purification de la Vierge. Cette œuvre fut donnée par le cardinal Fesch.

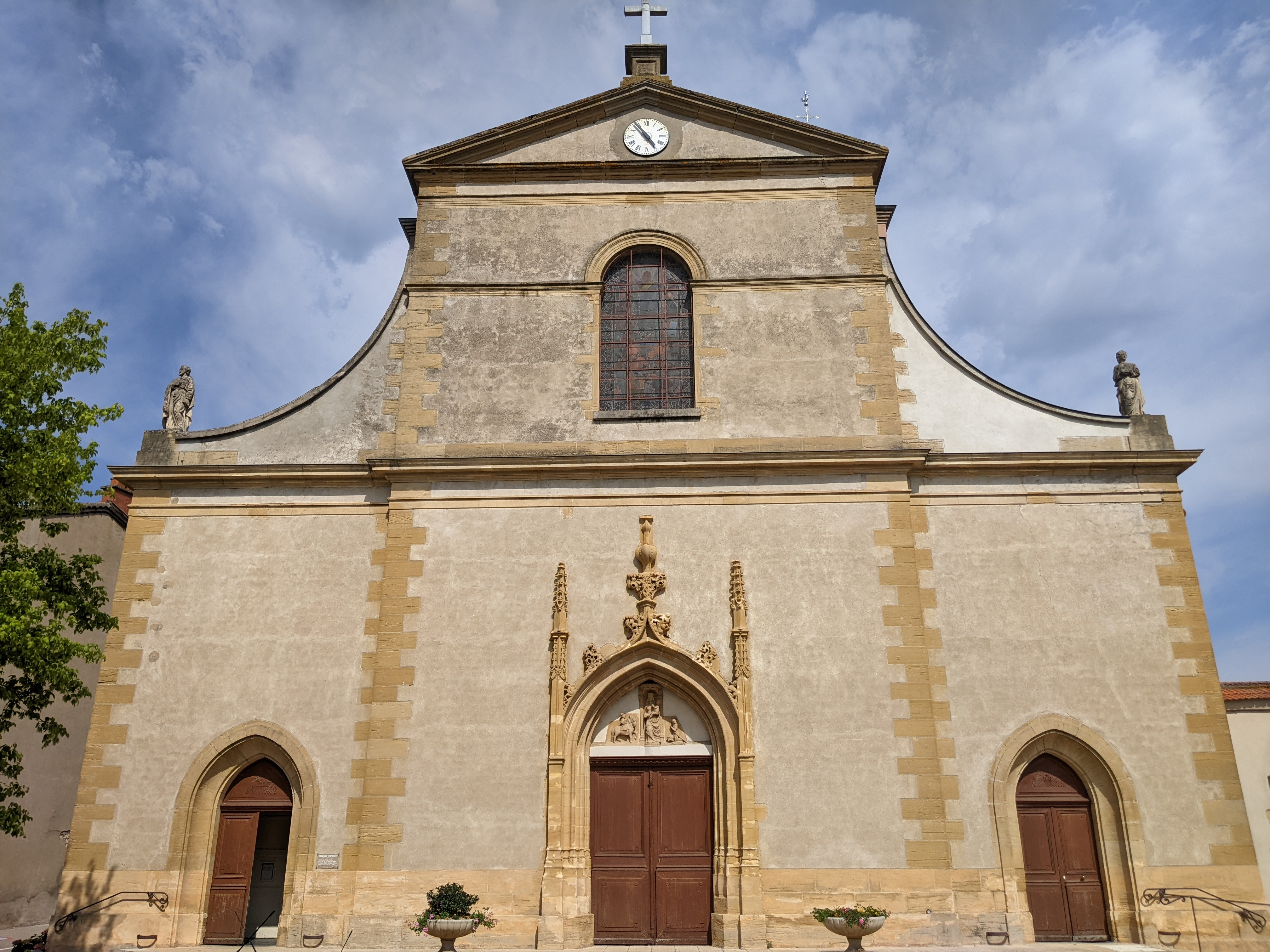
Église paroissiale.

#### L'auberge de la Tête Noire
C'est l'une des maisons de poste établies par Louis XI dès 1464. Le bâtiment rénové était le "logis noble", réservé aux hauts personnages. Son aménagement débute au XVe siècle et se poursuit au XVIe et au XVIIe siècle. Selon la tradition locale, "Tête noire" était le sobriquet d'un capitaine-brigand mauresque qui sévissait pendant la guerre de Cent Ans. De nombreux personnages célèbres y ont séjourné : François Ier, Henri IV, Mazarin, Molière, d'Artagnan, Jean-Jacques Rousseau, Napoléon, le pape Pie VII, Victor Hugo. L'une d'entre elles y est même décédée ; il s'agit de Guillaume du Bellay, général de François 1er et oncle du poète Joachim du Bellay, au retour d'un séjour au Piémont. Il était accompagné de ses médecins dont l'un n'était autre que Rabelais !

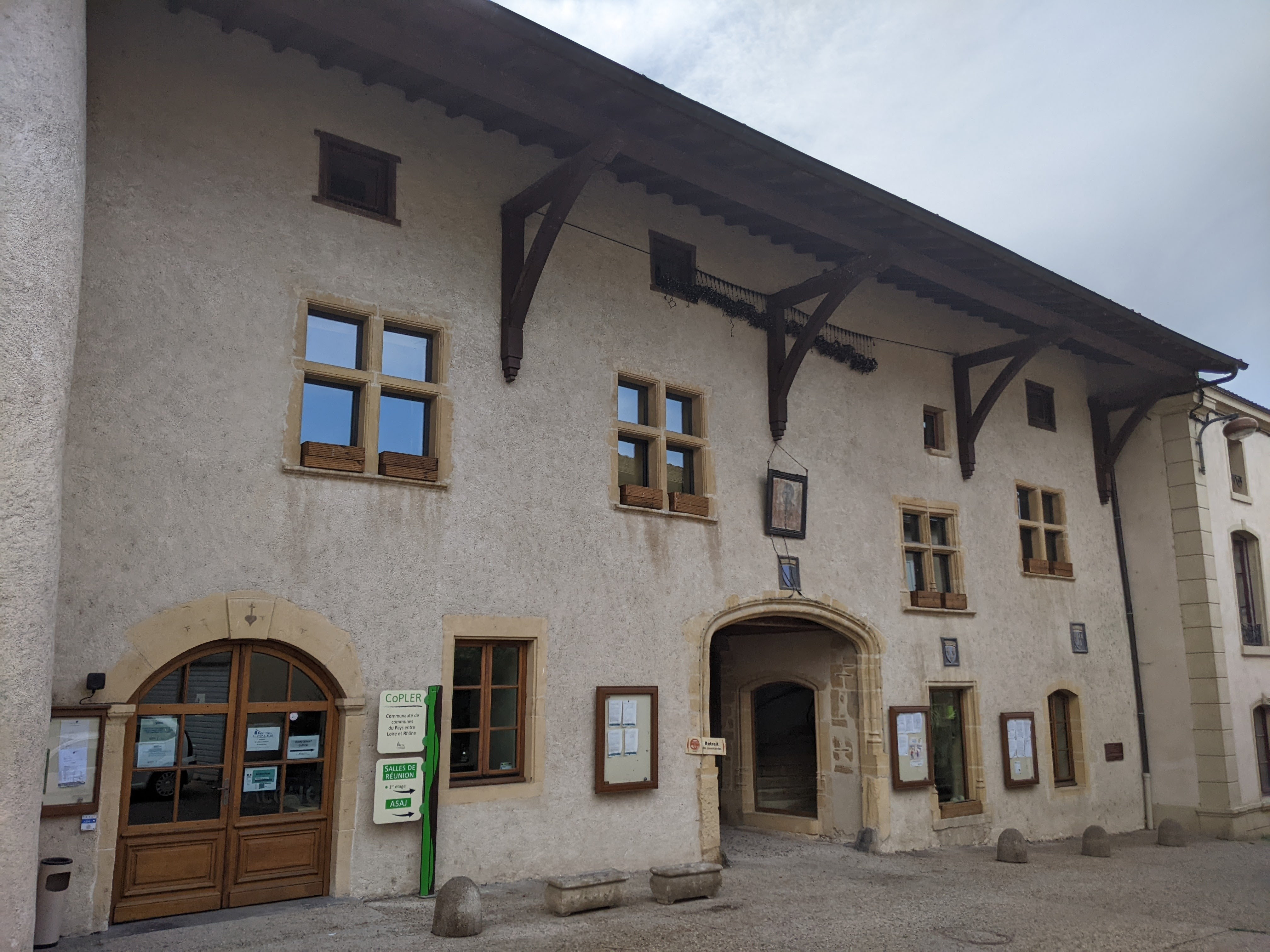
L'auberge de la Tête Noire.

#### La maison des mansardes
Dominant le carrefour de l'ancien marché, elle fut le point d'attache de l'inspection des toiles du Beaujolais créée par Colbert en 1690 pour assurer le développement et le contrôle de l'activité textile de la région ; cinq inspecteurs s'y succédèrent pendant un siècle. Après avoir servi de foyer à la corporation des façonniers et ouvriers, elle revint sous la Révolution à la famille Thomé de Saint Cyr (de Valorges). Au XIXe siècle, elle devint maison, de rapport ; une devanture fut percée et un magasin établi. Elle faillit être démolie en 1885.

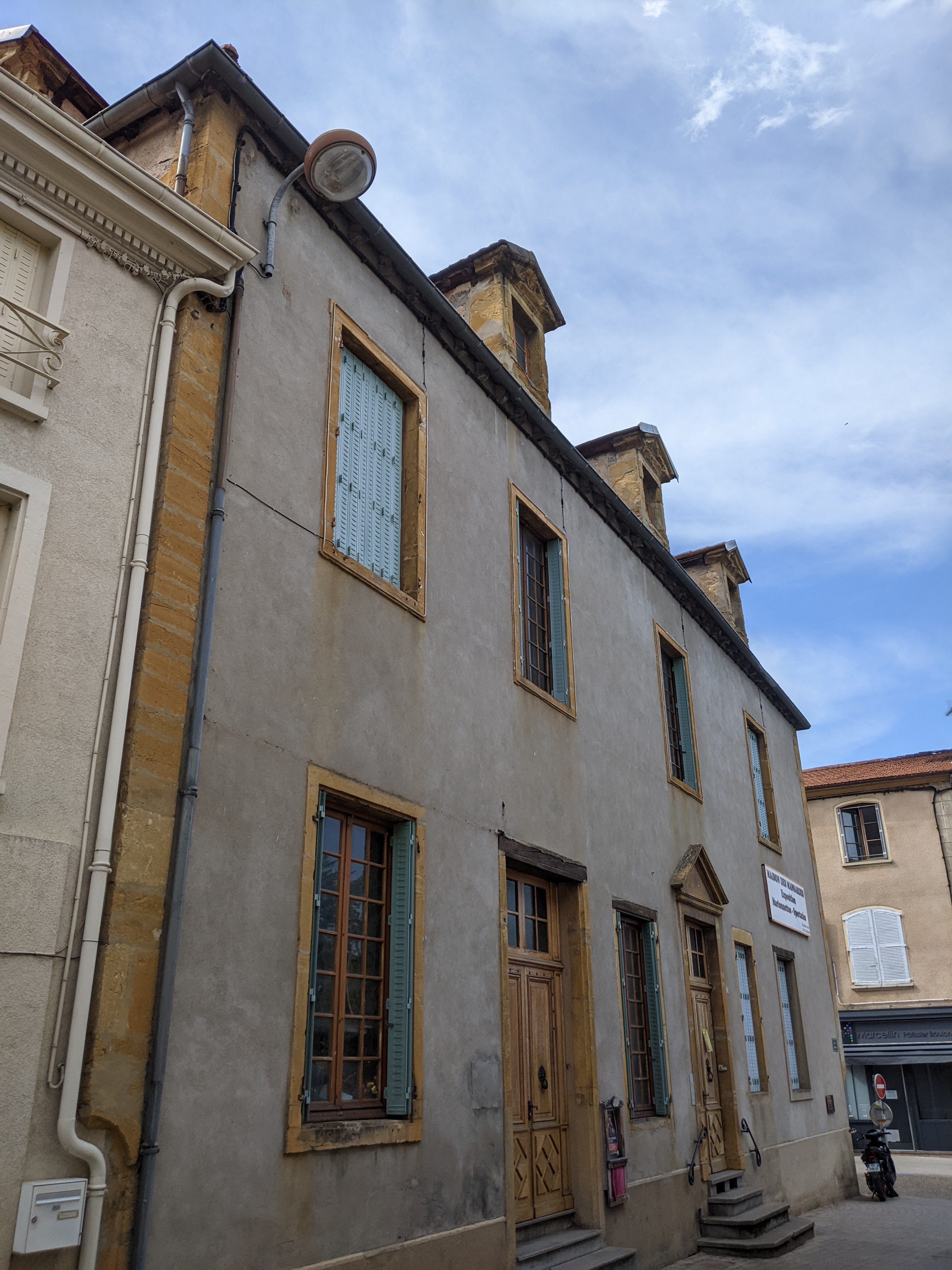
La maison des mansardes.

#### Le relais de la poste aux chevaux
Situé sur la RN 7 ce grand bâtiment à deux étages, percé de plusieurs hautes et larges ouvertures est l'un des derniers relais construit en France aux environs de 1836. Il abrite actuellement le siège d'une entreprise de produits diététiques qui a construit ses installations de fabrication modernes juste derrière.

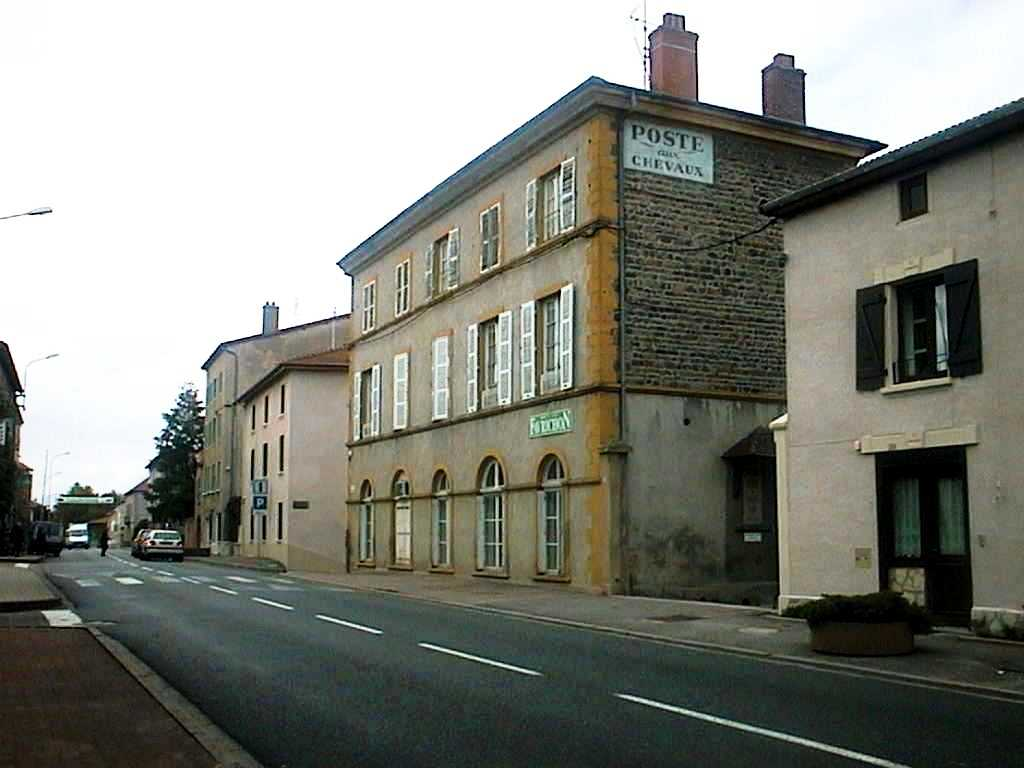
La poste aux chevaux.

#### Le viaduc de la Roche
Il fut édifié sur le Gand de 1912 à 1922. Haut de 30 mètres et long de 300 mètres, il a la particularité d'être en pente et son tracé forme un "S". Aujourd'hui converti en chemin de promenade, c'était l'un des nombreux ouvrages d'art du "Tacot", un chemin de fer d’intérêt local qui reliait Balbigny à Régny, et fonctionna de 1923 à 1939 exploité par la Société des Chemins de fer du Centre.
Au XIXe siècle le site de la Roche a également vu le passage de la ligne de chemin de fer d'Andrézieux au Coteau, près de Roanne qui fonctionna de 1832 à 1857. Elle servait essentiellement au transport du charbon entre les puits de la région stéphanoise et Le Coteau où il était chargé sur la Loire vers la région parisienne, par le canal de Briare. Le lieu-dit le Dépôt en garde le souvenir.

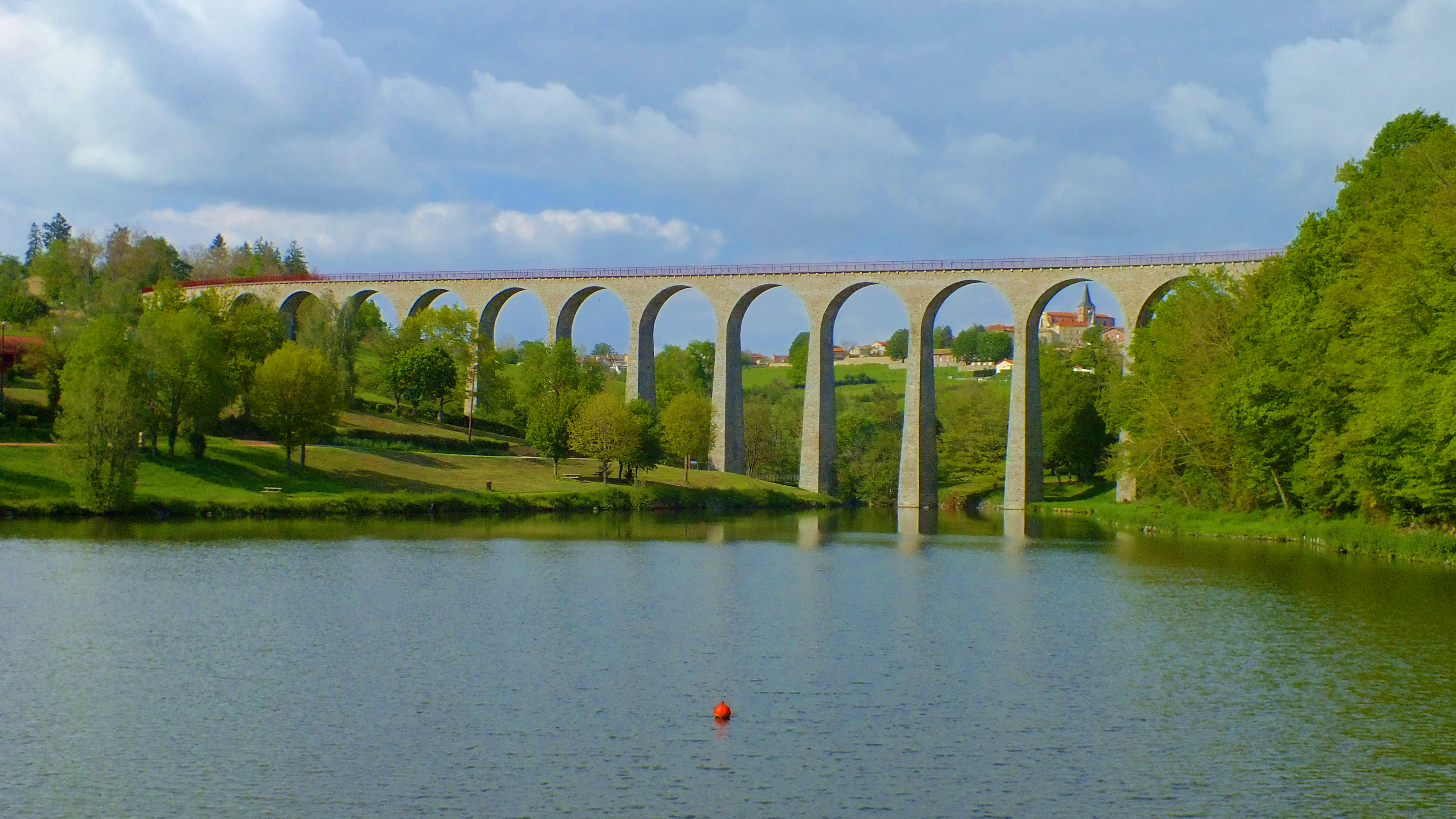
Le viaduc de la Roche.

### Personnalités liées à la commune
- Guillaume du Bellay (1491-1543), historien mort à Saint-Symphorien-de-Lay.
- René-Jean-Louis Desvernay (1750-1819), curé de Notre-Dame-des-Marais (Villefranche-sur-Saône) et député du clergé de la Sénéchaussée de Villefranche dans le Rhône aux États généraux de 1789.
- Joseph Berchoux (1760-1838), poète et humoriste né à Saint-Symphorien-de-Lay.
- Suzanne Aubert (1835-1926), religieuse missionnaire en Nouvelle-Zélande, née à Saint-Symphorien-de-Lay.
- Antoine Barbier (1859-1948), peintre aquarelliste né à Saint-Symphorien-de-Lay.
- Henry de Berchoux (1894-1985), général de division, grand-croix de la Légion d'honneur, né à Saint-Symphorien-de-Lay.
- Bernard Pivot (1935-2024), son père Charles Pivot est originaire de Saint-Symphorien-de-Lay[20].

### Héraldique
|  | Les armoiries de Saint-Symphorien-de-Lay se blasonnent ainsi : De sinople aux deux épis de blé tigés et feuillés d’or passés en sautoir, surmontés d’une étoile d'or (d’argent). |